# Faro de Roches Noires
El faro de Roches Noires es un faro situado en el barrio de Roches-Noires, a la entrada del puerto de la ciudad de Casablanca, región de Casablanca-Settat, Marruecos. Está gestionado por la autoridad portuaria y marítima del Ministère de l'équipement, du transport, de la logistique et de l'eau.

## Características
Se trata de una torre de hormigón cilíndrica que se puso en servicio en 1920.